# Hairspray (musical)
Hairspray es un musical de 2002, con texto de Mark O'Donnell y Thomas Meehan, música de Marc Shaiman y letras de Marc Shaiman y Scott Wittman, basado en la película homónima de 1988, Hairspray, dirigida por John Waters.

## Argumento

### Acto I
Es el año 1962, en Baltimore. Una época en la que la segregación está a la orden del día. Tracy Turnblad, una adolescente rellenita con un gran corazón, se despierta en su cuarto en el departamento que está sobre el negocio de su padre. Reflexiona sobre el amor por su ciudad, su pasión por el baile y su deseo de ser famosa ("Buen día Baltimore"). Todos los días, después de la escuela, Tracy vuelve a su casa con su mejor amiga Penny Pingleton para poder ver el Corny Collins Show ("Chicos Lindos de la Ciudad"). Edna, la madre de Tracy, es una mujer muy insegura debido a su sobrepeso, que se debe pasar todo el día planchando y lavando ropa ajena para poder llegar a fin de mes, en vez de poder cumplir su sueño de diseñar ropa para mujeres de gran tamaño. Mientras las adolescentes están viendo el programa llega Prudy, la madre de Penny, quien hace referencia que la música del programa es para negros. Luego de esto, Corny Collins anuncia que va a haber una vacante para integrar un nuevo miembro en el programa. Tracy anhela ese lugar y le dice a su madre que va a ir a una audición para hacerse con la vacante. Edna se niega, porque tiene miedo de que se burlen de su hija por su sobrepeso. Tracy insiste a su madre, mientras al mismo tiempo Prudy le prohíbe a su hija ver el programa. Por otro lado, Velma Von Tussle, la productora del programa y madre de Amber, la bailarina principal del mismo, le exige a su hija mayor desempeño. Las tres chicas, cada una por su lado, quieren hacerles ver a sus madres que ya crecieron ("Mami ya por fin crecí").
Wilbur, el padre de Tracy, le insiste a su hija para que vaya detrás de sus sueños, por lo que le permite ir a la audición. Ahí Tracy se encuentra con Link Larkin, el ídolo adolescente del programa de quien está enamorada. Después de chocarse accidentalmente con él, comienza a soñar despierta cómo sería formar una vida con ese chico ("Oigo las campanas"). Durante la audición, Velma rechaza a Tracy por ser gorda y porque está a favor de la integración racial ("Miss Baltimore Crabs"). Lo mismo hace con Inez Stubbs por ser negra (hermana de Seaweed).
De nuevo en el colegio, Tracy es castigada por la gran altura de su peinado. En el aula para castigados conoce a Seaweed J. Stubs, el hijo de la reconocida Motormouth Maybelle que una vez al mes conduce un programa llamado "Día de Negros". Seaweed y Tracy en seguida se hacen amigos, y él le enseña pasos de baile que ella incorpora rápidamente. Estos pasos le sirven para ser seleccionada por el mismo Corny Collins cuando la ve bailar en una fiesta que se organiza en el colegio ("El gran baile"). En la escena siguiente, se puede ver como Tracy ya forma parte del programa ("Chicos de la ciudad (Reprise)"). Durante la transmisión del mismo, por una sugerencia de Corny, Link le canta una canción de amor a Tracy ("Somos dos") que enoja a Amber ya que es la novia de Link. Después del programa, el señor Spritzer, director de "Ultra Clutch" -"Ultra Agarre"- y responsable del patrocinio del programa le exige a Velma que saque a Tracy del mismo, ya que esta había sugerido al aire que todos los días deberían ser días de negros. Velma discute con Corny, y le toma aún más odio a Tracy ("Miss Baltimore crabs (reprise)").
Tracy regresa a casa, donde Edna no para de recibir ofertas por teléfono. Mister Pinky, famoso diseñador y creador de su propia marca para mujeres de tallas grandes, desea a Tracy como su vocera adolescente y nuevo "icono de la moda". Tracy quiere a Edna como su representante, pero ella se resiste a dejar la casa argumentando que no sale de ahí desde que colocaron la puerta. Tracy insiste en que el mundo está cambiando y que es una nueva década. Gracias a Mister Pinky, madre e hija son transformadas en íconos de la moda tamaño extra-grande ("Bienvenida a los 60´").
En la clase de gimnasia, los chicos juegan al "Quemado" (DodgeBall) y Amber ataca a Tracy con un pelotazo desleal que la deja desmayada. Penny, Link y Seaweed la ayudan. Seaweed invita a todos a una fiesta en la discoteca que gestiona su madre, MotorMouth Maybelle, en el barrio negro de la ciudad. Tracy cree que es una buena idea, y Seaweed confiesa que muy poca gente piensa así ("corre y dilo ya"). Ya en la discoteca, Little Inez (la hermana menor de Seaweed) se les suma. Chicos blancos y negros bailan juntos mientras de a uno arriban Amber, Velma, Edna y Wilbur. Las Von Tussle tratan de convencer a Link para que se vaya con ellas, pero él decide quedarse y ambas parten. Tracy y MotorMouth Maybelle traman la forma de integrar racialmente el programa, empezando al día siguiente, ya que es justo el "Especial Madres/Hijas". Link se asusta, temeroso de que la controversia le cueste su gran oportunidad en el especial del show que se transmitirá en vivo para todo el país y se va. Tracy queda desconsolada pero no retrocederá. Propone que Maybelle e Inez se cuelen en el show mientras Edna y ella bloquean la puerta. Edna siente que no puede salir en televisión con semejante peso, pero Maybelle insiste y le dice que (como ella) Edna es Grande, Rubia y Hermosa ("Big, Blonde and Beautiful"). Edna se suma a la idea, pero mientras llegan al estudio de televisión, la demostración por los derechos civiles que habían planeado se convierte en una manifestación a toda escala, y tanto protestantes como protestados son cargados en el furgón policial y terminan encarcelados.

### Acto II
Casi todas las mujeres de la ciudad están encarceladas y esperan ser liberadas ("carcel de mujeres"). Luego de que Velma y Amber son perdonadas por el Gobernador del Estado, Wilbur paga la fianza del resto hipotecando su negocio. Sin embargo, gracias a ciertas truculencias legales de las Von Tussle que asegurarán mantenerla alejada del concurso, Tracy es trasladada a una celda individual destinada al "refinamiento solitario" ("buen dia Baltimore (Reprise)"). De regreso en casa, Wilbur se dedica a trabajar en un frasco gigante de spray para pelo, mientras Edna se lamenta tanto del destino de Tracy como de sus sueños olvidados de ser una fabulosa diseñadora de moda. Hasta Mister Pinky demanda que le retornen sus vestidos glamorosos. Edna se siente vieja y cansada, pero Wilbur conoce las palabras justas para la ocasión ("Los mismos de ayer").
Link se desliza dentro de la celda de Tracy, aprovechando que la guardiana se está afeitando las piernas, y le susurra a Tracy las últimas novedades murmurándole entre los barrotes: ha cortado con Amber, quien sólo lo usaba para ser popular, y quiere que Tracy sea su novia. Mientras tanto, Prudy (literalmente) ata a su hija a la cama por ir a la cárcel sin su permiso. Seaweed acude a rescatar a Penny ingresando por la ventana. Link corta los barrotes de la celda de Tracy con el fuego que provoca con un envase de spray y un encendedor ("sin amor").
Ambas parejas terminan refugiándose en la discoteca de MotorMouth Maybelle, en donde planean el próximo paso: la integración racial en el concurso de Miss Teenage Hairspray 1962 que tendrá cobertura nacional en vivo. Tracy teme el costo que semejante aventura puede tener para su familia y sus amigos, pero para Maybelle la hora ha llegado ("se donde he estado (I Know Where I've Been)").
En el auditorio de Baltimore hay guardias armados rodeando y protegiendo la emisión del programa especial. Corny Collins y los miembros del programa cantan y bailan el número de apertura ("Hairspray"). La planilla de votos muestra a Amber y a Tracy cabeza a cabeza. Un hombre ingresa manejando un envase enorme de spray para pelo, y Velma lo reconoce: es Wilbur Turnblad. Velma supone que ese Caballo de Troya esconde a Tracy, por lo que ordena que todos los guardias que están custodiando la entrada principal vigilen el interior por posibles manifestaciones.
Llega el momento de la demostración de talento, y Amber dedica su número musical ("Piojos") a Tracy, la "perdedora". Amber reclama el premio, al mismo tiempo que Tracy irrumpe por sorpresa en el estudio, seguida por Link, Penny, Inez y sus amigos. Los guardias se descubren: son los chicos negros ("No podrás parar" Part 1). Finalmente, "The Corny Collins Show" es integrado racialmente en forma oficial y en vivo para todo el país. El gran envase de spray para pelo explota para revelar a Edna, quien protagoniza su debut en la televisión nacional con un vestido fabuloso de su propia creación. Aparece un guardia más, que se arranca el uniforme, dejando relucir un vestido: es Maybelle. Todos cantan e invitan a sumarse al baile a las Von Tussle. Madre e hija se entregan entusiasmadas y absolutamente todos terminan celebrando ("No podrás parar" Part 2) e instrumentan un final de orchesta exit for musical´s.

## Números musicales
Acto I
- "Good Morning Baltimore" – Tracy y la Compañía
- "The Nicest Kids in Town" – Corny y los Miembros del Programa
- "Mama, I’m a Big Girl Now" – Edna, Tracy, Prudy, Penny, Velma, Amber, y Compañía Femenina
- "I Can Hear the Bells" – Tracy y la Compañía
- "(The Legend of) Miss Baltimore Crabs" – Velma y los Miembros del Programa con Tracy, Penny, y Little Inez
- "The Madison"† – Corny y la Compañía
- "The Nicest Kids in Town (Reprise)"† – Corny y los Miembros del Programa
- "It Takes Two" – Link, Tracy, y Compañía Masculina
- "Velma’s Revenge"† – Velma
- "Welcome to the 60’s" – Tracy, Edna, Las Dinamitas, y la Compañía
- "Run and Tell That" – Seaweed, Little Inez, y la Compañía
- "Big, Blonde, and Beautiful" – Motormouth, Little Inez, Tracy, Edna, Wilbur, y la Compañía

Acto II
- "The Big Dollhouse" – Guardia-cárcel, Edna, Velma, Tracy, Amber, Penny, Motormouth, y Compañía Femenina
- "Good Morning Baltimore (Reprise)" – Tracy
- "(You’re) Timeless to Me" – Edna y Wilbur
- "(You're) Timeless to Me (Reprise)"† - Edna y Wilbur
- "Without Love" – Tracy, Link, Penny, Seaweed, y la Compañía
- "I Know Where I’ve Been" – Motormouth y la Compañía
- "(It’s) Hairspray" – Corny y los Miembros del Programa
- "Cooties" – Amber y los Miembros del Programa
- "You Can’t Stop the Beat" – Tracy, Link, Penny, Seaweed, Edna, Wilbur, Motormouth, Velma, Amber, y la Compañía

(*)†=No incluido en la Banda sonora.
La producción original del musical de Broadway se abre el 15 de agosto de 2002 y gana ocho premios Tony de trece nominaciones. Dura más de 2.500 actuaciones y cierra el 4 de enero de 2009. Hairspray también ha tenido giras nacionales, una producción del West End de Londres, y numerosas producciones extranjeras y se adapta como una película de 2007. La producción de Londres es nominado para once premios Laurence Olivier, ganando por Mejor Musical Nuevo y en otras tres categorías.

## Reparto

### Roles principales
| Personaje            | Descripción | Producción Original de Broadway (Actor/Actriz) | Reemplazos Notables en Broadway (Actor/Actriz)                                 | Tour Nacional de Hairspray (Actor/ Actriz) | Producción Original de West End (Actor/Actriz)  | Reemplazos Notables en West End (Actor/Actriz) | Producción Original de Buenos Aires (Actor/Actriz) | Producción Original de Lima (Actor/Actriz) | Elenco de Hollywood Bowl (Actor/Actriz) | Elenco de México 2010           | Elenco de México 2017 (Actor/Actriz) |
| -------------------- | --- | ---------------------------------------------- | ------------------------------------------------------------------------------ | ------------------------------------------ | ----------------------------------------------- | ---------------------------------------------- | -------------------------------------------------- | ------------------------------------------ | --------------------------------------- | ------------------------------- | ------------------------------------ |
| Tracy Turnblad       | Una adolescente, que sueña con la fama y la lucha por la integración racial en The Corny Collins Show.                                          | Marissa Jaret Winokur                          | Kathy Brier Shannon Durig Marissa Perry                                        | Brooklynn Pulver Keala Settle              | Leanne Jones                                    | Chloe Hart                                     | Vanesa Butera                                      | Oriana Cicconi                             | Marissa Jaret Winokur                   | Gilda Villarreal/Denisha        | Pamela Peña                          |
| Edna Turnblad        | Una madre sobreprotectora que sueña con diseñar ropa para mujeres de tallas grandes.                                                            | Harvey Fierstein                               | Michael McKean Bruce Vilanch John Pinette Blake Hammond Paul Vogt George Wendt | Michael Ball                               | Brian Conley Phill Jupitus                      | Trevor Ashley                                  | Enrique Pinti                                      | Sergio Galliani                            | Harvey Fierstein                        | Miguel Angel Valles             | Ramon Barrenechea & Carlos Medina    |
| Amber Von Tussle     | Una chica muy popular que a pesar de su falta de talento está dispuesta a hacer cualquier cosa para ganar el concurso de Miss Teenage Hairspray | Laura Bell Bundy                               | Becky Gulsvig Haylie Duff Ashley Spencer Aubrey O'Day                          | Rachael Wooding                            | Zoe Rainey Nicola Brazil                        | Renee Armstrong                                | Josefina Scaglione                                 | Rossana Fernández-Maldonado                | Tara Macri                              | Tzaitel Santini/ Carolina Laris | Lorena Watty & Fer de la Paz         |
| Velma Von Tussle     | Madre de Amber y productora del programa. Hará cualquier cosa para que su hija triunfe                                                          | Linda Hart                                     | Barbara Walsh Isabel Keating Michele Pawk Mary Birdsong Karen Mason            | Tracie Bennett                             | Liz Robertson Belinda Carlisle Siobhán McCarthy | Marney McQueen                                 | Patricia Etchegoyen                                | Lorena Caravedo                            | Susan Anton                             | Alicia Machado/ Garda Santini   | Ale Marrón & Monse F. Dávila         |
| Penny Pingleton      | Una chica que vive en las nubes y que también es la mejor amiga de Tracy                                                                        | Kerry Butler                                   | Allí Mauzey Jennifer Gambatese Diana DeGarmo Caissie Levy Alexa Vega           | Elinor Collett                             | Verity Rushworth                                | Esther Hannaford                               | Solange Prat                                       | Gisela Ponce de León                       | Diana DeGarmo                           | Hiromi/Shadia Simón             | Samantha Huerta                      |
| Link Larkin          | Un chico muy popular y miembro del programa que se enamora de Tracy                                                                             | Matthew Morrison                               | Richard H. Blake Andrew Rannells Ashley Parker Angel Aaron Tveit               | Ben James-Ellis                            | Liam Tamne                                      | Jack Chambers                                  | Fernando Dente                                     | Jesús Neyra                                | Nick Jonas                              | Manuel Balbi/Jorge Blanco       | Ramón Barrenechea & Carlos Medina    |
| MotormMouth Maybelle | Dueña de su propia disquería y conductora del "Día para Negros" en The Corny Collins Show.                                                      | Mary Bond Davis                                | Darlene Love Jenifer Lewis Charlotte Crossley                                  | Johnnie Fiori                              | Sandra Marvin Sharon D. Clarke                  | Cle Morgan                                     | Deborah Dixon                                      | Bettina Oneto                              | Darlene Love                            | Maria del Sol/Jazmin Olivo      | Aurora Granados                      |
| Seaweed J. Stubbs    | Excelente bailarín e hijo de Maybelle. Se enamora de Penny.                                                                                     | Corey Reynolds                                 | Chester Gregory II Tevin Campbell                                              | Adrian Hansel                              |                                                 | Tevin Campbell                                 | Felipe Herrera                                     | Luis Baca                                  | Corbin Bleu                             | Dante Hernánez                  | Dan Segura                           |
| Wilbur Turnblad      | Un hombre algo excéntrico que ama con locura a su esposa. Es el padre de Tracy y quien también la anima para seguir sus sueños.                 | Dick Latessa                                   | Jere Burns Jerry Mathers Jim J. Bullock Stephen DeRosa                         | Mel Smith                                  | Ian Talbot Nigel Planer Micky Dolenz            | Grant Piro                                     | Salo Pasik                                         | Paul Vega                                  | Drew Carey                              | Patricio Castillo               | Yair Heredia                         |
| Corny Collins        | El reconocido conductor de The Corny Collins Show.                                                                                              | Clarke Thorell                                 | Lance Bass Jonathan Dokuchitz                                                  | Paul Manuel                                | Gavin Alex                                      | Scott Irwin                                    | Diego Jaraz                                        | Rómulo Assereto                            | John Stamos                             | José Joel/Hugo Serrano          | Juan Carlos Acosta                   |
| Little Inez          | Hermana menor de Seaweed que intenta audicionar para The Corny Collins Show pero no la dejan porque es negra.                                   | Danielle Eugenia Wilson                        | Naturi Naughton                                                                | Natalie Best                               | Raquel Jones                                    | Nancy Denis                                    | Ivonne Guzmán                                      | Katheryne Mendoza                          | Chyka Jackson                           | María Chacón                    | Leilani Meshoulam & Andrea Segura    |
| Prudy Pingleton      | Madre sobreprotectora de Penny, que también es muy racista.                                                                                     | Jackie Hoffman                                 | Julie Halston Susan Mosher                                                     | Wendy Somerville                           |                                                 | Jacqui Rae                                     | Laura Oliva                                        | Patricia Portocarrero                      | Mo Gaffney                              | Nelly Martínez                  | Sofía Velasco                        |
| Mister Pinky         | Dueño de una importante marca de ropa para mujeres de talles grandes.                                                                           | Joel Vig                                       | Blake Hammond Jim J. Bullock Kevin Meaney                                      | Dermot Canavan                             |                                                 | Garry Scale                                    | Jorge Priano                                       | Nicolás Fantinato                          | Michael McDonald                        | Alberto Isaac                   | Carlos Ortíz                         |

### Versiones en otros idiomas
| Inglés                               | Español (Buenos Aires)                               | Español (Lima)                      | Español México 2010         | Portugués                               |
| ------------------------------------ | ---------------------------------------------------- | ----------------------------------- | --------------------------- | --------------------------------------- |
| Good Morning Baltimore               | Buen Día Baltimore (Buenos Aires)                    | Buen Día Baltimore (Lima)           | Buen Día Baltimore          | Bom Dia Baltimore (San Pablo)           |
| The Nicest Kids in Town              | Los Chicos Más Bonitos (Buenos Aires)                | Lo mejor de la ciudad (Lima)        | Los Chicos de la Ciudad     | Brotos do Momento (San Pablo)           |
| Mama, I´m a Big Girl Now             | Mami, que Soy Grande Ya (Buenos Aires)               | Es que ya crecí, mamá (Lima)        | Mami,soy grande ya          | Mamãe Acorda Eu Já Cresci (San Pablo)   |
| I Can Hear the Bells                 | Oigo el Repicar (de las Campanas) (Buenos Aires)     | Las oigo sonar (Lima)               | Oigo el Replicar            | Eu Escuto Sinos (San Pablo)             |
| (The Legend of) Miss Baltimore Crabs | (La Leyenda de) Miss Cangrejo Mundial (Buenos Aires) | La leyenda de Miss Baltimore (Lima) | La reina de Baltimore       | Miss Carangueijão (San Pablo)           |
| It Takes Two                         | De a Dos (Es Mejor) (Buenos Aires)                   | Somos dos (Lima)                    | El Amor es cosa de Dos      | Dois É Melhor (San Pablo)               |
| Welcome to the Sixties               | Bienvenida a los Sesenta (Buenos Aires)              | Bienvenido a los sesentas (Lima)    | Bienvenida a los Sesentas   | Bem Vinda aos Anos Sessenta (San Pablo) |
| Run and Tell That                    | Echalo a Rodar (Buenos Aires)                        | Ve y díselos ya (Lima)              | Velo Contar                 | Vou te Contar (San Pablo)               |
| Big, Blonde and Beautiful            | Grande, Rubia y Hermosa (Buenos Aires)               | Yo soy como me ves (Lima)           | Grande, Rubia y Bella       | Grande, Loira e Linda (San Pablo)       |
| The Big Dollhouse                    | La Gran Mansión (Buenos Aires)                       | La Prisión (Lima)                   | La Gran Mansión             | Nessa Imunda Prisão (San Pablo)         |
| Good Morning Baltimore (Reprise)     | Buen Día Baltimore (Reprise) (Buenos Aires)          | Buen Día Baltimore (Reprise) (Lima) | Buen Dá Baltimore (reprise) | Bom Dia Baltimore (Reprise) (San Pablo) |
| (You're) Timeless to Me              | La Misma de Ayer (Buenos Aires)                      | Tú eres para mí (Lima)              | Mi amor Seguirá             | (Você é) Eterno Pra Mim (San Pablo)     |
| Without Love                         | Sin Amor (Buenos Aires)                              | Sin Amor (Lima)                     | Sin Tu Amor                 | Sem Amor (San Pablo)                    |
| I Know Where I've Been               | Sólo Hay que Luchar (Buenos Aires)                   | Sé lo que soy (Lima)                | El camino de mi Dios        | Eu Sei de Onde Eu Vim                   |
| (It´s) Hairspray                     | Hairspray (Buenos Aires)                             | Es laca (Lima)                      | Hairspray                   | (É o) Laquê (San Pablo)                 |
| Cooties                              | Piojosa (Buenos Aires)                               | Piojos (Lima)                       | Piojosa                     | Xexelenta (San Pablo)                   |
| You Can't Stop the Beat              | No Puedo Parar (Buenos Aires)                        | No podrás parar (Lima)              | No podrás Parar             | Não Vamos Parar (San Pablo)             |

## Premios y nominaciones

### Producción Original de Broadway
| Año  | Premio              | Categoría                                              | Nominados                      | Resultado |
| ---- | ------------------- | ------------------------------------------------------ | ------------------------------ | --------- |
| 2003 | Tony Award          | Mejor Musical                                          | Mejor Musical                  | Ganador   |
| 2003 | Tony Award          | Mejor guion escrito para un Musical                    | Mark O'Donnell y Thomas Meehan | Ganador   |
| 2003 | Tony Award          | Mejor Actuación por un Actor Protagónico en un Musical | Harvey Fierstein               | Ganador   |
| 2003 | Tony Award          | Mejor Actuación por una Actriz Principal en un Musical | Marissa Jaret Winokur          | Ganador   |
| 2003 | Tony Award          | Mejor Actuación por un Actor de Reparto en un Musical  | Dick Latessa                   | Ganador   |
| 2003 | Tony Award          | Mejor Actuación por un Actor de Reparto en un Musical  | Corey Reynolds                 | Nominado  |
| 2003 | Tony Award          | Mejor dirección para un Musical                        | Jack O'Brien                   | Nominado  |
| 2003 | Tony Award          | Mejor coreografía                                      | Jerry Mitchell                 | Nominado  |
| 2003 | Tony Award          | Mejor partitura Original                               | Marc Shaiman y Scott Wittman   | Nominado  |
| 2003 | Tony Award          | Mejor orquestación                                     | Harold Wheeler                 | Nominado  |
| 2003 | Tony Award          | Mejor Diseño Escénico                                  | David Rockwell                 | Nominado  |
| 2003 | Tony Award          | Mejor Diseño de Vestuario                              | William Ivey Long              | Ganador   |
| 2003 | Tony Award          | Mejor diseño e iluminación                             | Kenneth Posner                 | Nominado  |
| 2003 | Drama Desk Award    | Mejor Musical                                          | Mejor Musical                  | Ganador   |
| 2003 | Drama Desk Award    | Mejor libro de un Musical                              | Mark O'Donnell y Thomas Meehan | Ganador   |
| 2003 | Drama Desk Award    | Mejor orquestación                                     | Harold Wheeler                 | Nominado  |
| 2003 | Drama Desk Award    | Mejor Actor en un Musical                              | Harvey Fierstein               | Ganador   |
| 2003 | Drama Desk Award    | Mejor actriz en un Musical                             | Marissa Jaret Winokur          | Ganador   |
| 2003 | Drama Desk Award    | Mejor Actor en un musical                              | Dick Latessa                   | Ganador   |
| 2003 | Drama Desk Award    | Mejor Actor en un musical                              | Corey Reynolds                 | Nominado  |
| 2003 | Drama Desk Award    | Mejor Actriz en un musical                             | Kerry Butler                   | Nominado  |
| 2003 | Drama Desk Award    | Mejor lírica                                           | Scott Wittman y Marc Shaiman   | Ganador   |
| 2003 | Drama Desk Award    | Mejor músico                                           | Marc Shaiman                   | Ganador   |
| 2003 | Drama Desk Award    | Mejor director                                         | Jack O'Brien                   | Ganador   |
| 2003 | Drama Desk Award    | Mejor coreografía                                      | Jerry Mitchell                 | Nominado  |
| 2003 | Drama Desk Award    | Mejor diseño                                           | David Rockwell                 | Nominado  |
| 2003 | Drama Desk Award    | Mejor Diseño de Vestuario                              | William Ivey Long              | Ganador   |
| 2003 | Theatre World Award | Theatre World Award                                    | Jackie Hoffman                 | Ganador   |
| 2003 | Theatre World Award | Theatre World Award                                    | Marissa Jaret Winokur          | Ganador   |

### Producción original de Londres
| Año  | Premio                  | Categoría                         | Nominados           | Resultado |
| ---- | ----------------------- | --------------------------------- | ------------------- | --------- |
| 2007 | Premio Laurence Olivier | Mejor musical nuevo               | Mejor musical nuevo | Ganador   |
| 2007 | Premio Laurence Olivier | Mejor actor - musical             | Michael Ball        | Ganador   |
| 2007 | Premio Laurence Olivier | Mejor actriz - musical            | Leanne Jones        | Ganadora  |
| 2007 | Premio Laurence Olivier | Mejor actriz de reparto - musical | Tracie Bennett      | Ganadora  |
| 2007 | Premio Laurence Olivier | Mejor actriz de reparto - musical | Elinor Collett      | Nominado  |
| 2007 | Premio Laurence Olivier | Mejor director                    | Jack O'Brien        | Nominado  |
| 2007 | Premio Laurence Olivier | Mejor coreografía                 | Jerry Mitchell      | Nominado  |
| 2007 | Premio Laurence Olivier | Mejor escenógrafo                 | David Rockwell      | Nominado  |
| 2007 | Premio Laurence Olivier | Mejor diseño de vestuario         | William Ivey Long   | Nominado  |
| 2007 | Premio Laurence Olivier | Mejor iluminación                 | Kenneth Posner      | Nominado  |
| 2007 | Premio Laurence Olivier | Mejor sonido                      | Steve C. Kennedy    | Nominado  |